# Gérard Jugnot
Pour les articles homonymes, voir Jugnot.
Gérard Jugnot est un acteur, réalisateur, scénariste et producteur de cinéma français né le 4 mai 1951 à Paris 19e.
Acteur et auteur à ses débuts dans la troupe du Splendid aux côtés de Thierry Lhermitte, Christian Clavier, Marie-Anne Chazel, Michel Blanc, Josiane Balasko et Bruno Moynot, il a participé aux films à succès qui ont contribué à lancer leurs carrières respectives, Les Bronzés (1978), Les Bronzés font du ski (1979) ou encore Le père Noël est une ordure (1982).
Il est celui qui va mettre le plus de temps à s'individualiser, en continuant à tourner notamment avec Patrice Leconte ou Jean-Marie Poiré dans des films qui mettent souvent en scène des acteurs qui ont gravité autour du Splendid, comme Anémone ou Martin Lamotte. En 2004, il connaît un important succès populaire avec Les Choristes de Christophe Barratier.
Il s'impose aussi comme réalisateur : après les comédies sociales Pinot simple flic (1984), Scout toujours… (1985), Une époque formidable… (1991), Casque bleu (1994) et Meilleur Espoir féminin (2000), il livre le drame historique Monsieur Batignole (2002), son dernier grand succès comme cinéaste.

## Biographie

### Enfance, formation et débuts
Né le 4 mai 1951 dans le 19e arrondissement de Paris, Gérard Jean Jugnot est le deuxième enfant (sa sœur Martine est de quatre ans son aînée) d'une mère au foyer, Odette Guiblain (1922-2015) et d'un père entrepreneur dans le bâtiment, André Jugnot (1921-2005), installé à Vincennes. La famille déménage à Puteaux où il reçoit un prix d'honneur à l'école, ce qui lui permet d'intégrer le lycée Pasteur de Neuilly-sur-Seine.

### Troupe du Splendid  (années 1970)
Il se lie d'amitié avec Christian Clavier en 5e et Michel Blanc en 4e puis  suivent la même scolarité au lycée Pasteur de Neuilly-sur-Seine où ils rencontrent, Thierry Lhermitte,. Il réalise déjà des petits films pastiches en double 8 mm. Ensemble, ils montent une troupe de théâtre amateur.
Voulant apprendre le métier, ils suivent les cours d'art dramatique de Tsilla Chelton en 1970 et montent en 1972 leur premier spectacle intitulé Non Georges, pas ici, au café-théâtre du Poteau. S'inspirant du Café de la Gare de Coluche, ils construisent leur propre café-théâtre et forment en 1974 la troupe comique du Splendid. En parallèle de cette carrière théâtrale, il fait ses débuts sur grand écran dans Les Valseuses (1974) de Bertrand Blier et Le Juge et l'Assassin (1976) de Bertrand Tavernier. Il tourne aussi avec Alain Delon dans le célèbre Monsieur Klein (1976) de Joseph Losey.
Gérard Jugnot commence à se faire remarquer au sein de la troupe du Splendid aux côtés de Thierry Lhermitte, Christian Clavier, Marie-Anne Chazel, Michel Blanc et Josiane Balasko. Il a participé aux succès qui ont contribué à lancer leurs carrières respectives, Les Bronzés en 1978, Les Bronzés font du ski ou encore Le père Noël est une ordure en 1982. Cette série de succès populaires le fait accéder à la reconnaissance du public. Le comédien ne tarde pas à être réclamé par des cinéastes pour son image de « Français moyen » avec sa grosse moustache, sa petite taille, sa voix criarde et sa calvitie. Il sera celui qui mettra le plus de temps à s'individualiser.[Interprétation personnelle ?].

### Carrière en solo (1980-1990)
Le milieu des années 1980 apparaît comme un tournant significatif dans la carrière de Gérard Jugnot, qui réalise avec succès son premier film, Pinot simple flic en 1984. Pour Tandem, il se rase la moustache, qui le rattachait à une image de Français moyen. S'il continue à enchaîner les comédies populaires durant les années 1990, il opère progressivement un changement vers un registre dramatique avec son quatrième film en tant que co-scénariste et réalisateur : la comédie Une époque formidable… , co-scénarisée et dialoguée par Philippe Lopes-Curval, explore une veine sociétale qui lui permet même de recevoir plusieurs nominations aux Césars. Il enchaîne avec une comédie sur fond géopolitique, Casque bleu. Deux ans plus tard, il s'intéresse aux sectes avec Fallait pas !..., toujours conçu avec son co-scénariste et dialoguiste, Philippe Lopes Curval.
Il apparait dans les années 1980 dans quelques publicités, et en 1996, il réalise le spot publicitaire Mars, et ça repart : La Rupture. Cette publicité est illustrée par la célèbre chanson Where Did You Sleep Last Night.

### Reconnaissance critique et confirmation commerciale (années 2000)
Mais ce sont les années 2000 qui le révèlent vraiment dans un registre dramatique : après le succès critique et commercial de Meilleur Espoir féminin, qui révèle une jeune Bérénice Bejo dans le rôle-titre, il impressionne en père de famille plongé dans la France occupée avec Monsieur Batignole, aussi écrit et dialogué par Lopes-Curval. Ce beau succès de l'année 2002 est suivi dès 2004 par le phénomène Les Choristes : une comédie dramatique réalisée par Christophe Barratier, co-scenarisée et dialoguée par Lopes-Curval que Jugnot va superviser en tant que producteur associé. Le film lui vaut sa seconde nomination au César du meilleur acteur et s'impose comme son plus gros succès au box-office avec 8 millions de spectateurs jusqu'à la sortie en 2006 des Bronzés 3 : Amis pour la vie (10,4 millions).

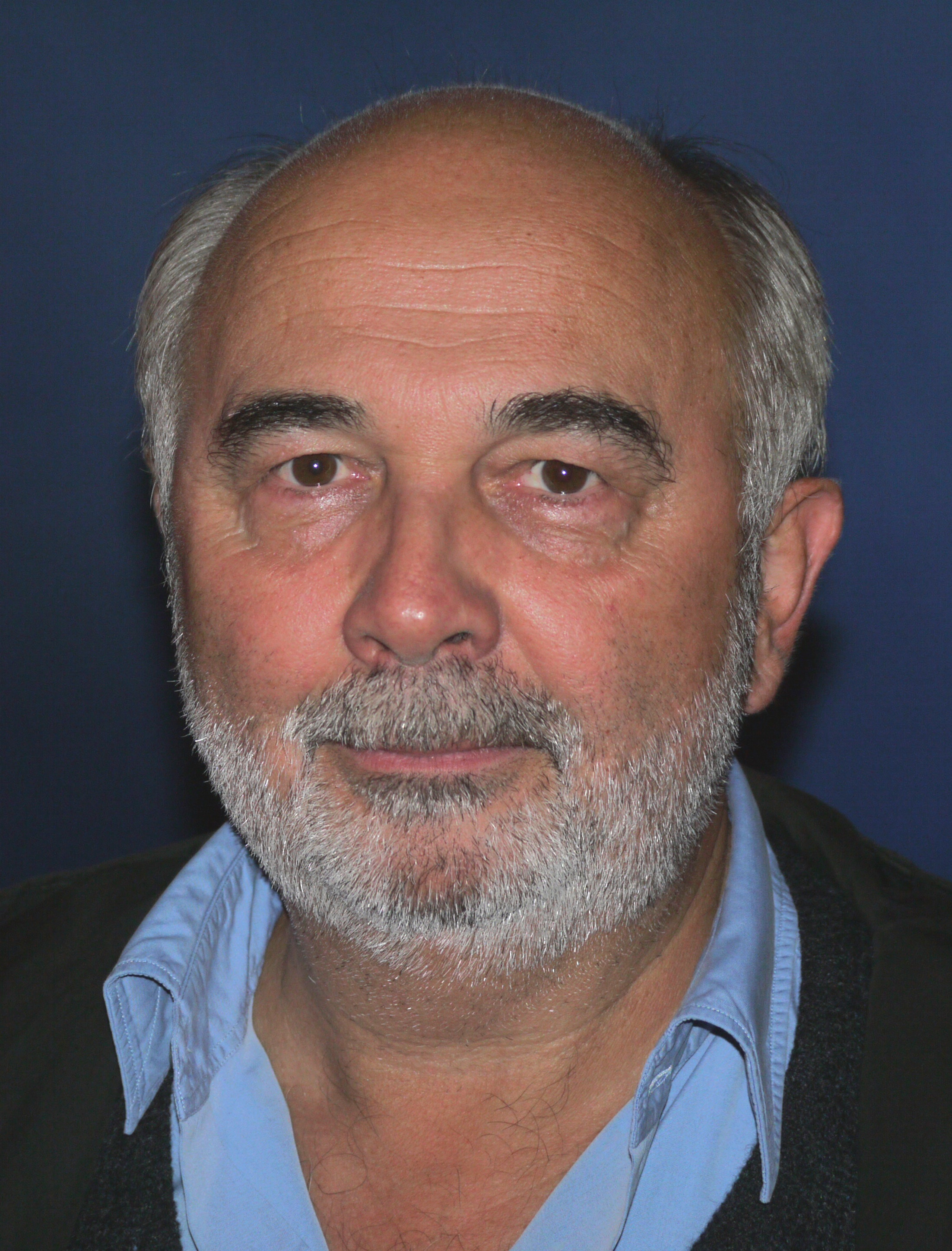
Gérard Jugnot à l'avant-première de Rose et Noir à Montpellier en 2009.

En réalité, ce film n'était pas destiné à marquer ses retrouvailles avec la bande du Splendid. À la suite du succès de Meilleur Espoir féminin, Jugnot planche en effet sur le scénario d'une adaptation d’Astérix en Hispanie toujours avec Philippe Lopes Curval. Mais le co-auteur de la bande dessinée, Albert Uderzo, s'oppose à ce projet initié sans accord préalable de sa part.
Jugnot décide donc de s'atteler à une comédie dramatique sociale semblable à celles des années 1990, en s'offrant comme partenaire Gérard Depardieu. Sorti en 2005, Boudu rassemble à peine plus d'un million de spectateurs. Une déception, compte tenu des noms impliqués. Jugnot va alors prendre plus de risques en tant que réalisateur : en 2009, il dévoile un film à costumes : la comédie dramatique Rose et Noir. Mais cette fois, c'est un vrai revers, à la fois financier et critique. La presse le voit comme un plaidoyer contre l'intolérance, se basant notamment sur cette déclaration de Jugnot : « Moi, je ne suis ni homo, ni juif, ni protestant, ni arabe, et pas très catholique… Pourtant, je défends tout ce monde »,.
Entretemps, il a accepté des rôles plus ou moins principaux dans des gros projets commerciaux - Les Brigades du Tigre (2006), L'Île aux trésors et L'Auberge rouge (2007) et  Faubourg 36 (2008), qui marque ses retrouvailles avec Christophe Barratier. En 2009, année de sortie de Rose et Noir, il défend aussi la comédie d'action Envoyés très spéciaux, dont il partage l'affiche avec Gérard Lanvin, et fait un caméo remarqué en professeur de chorale dans l'adaptation à succès du Petit Nicolas de Laurent Tirard.

### Théâtre et retrouvailles (années 2010)
En 2011, il reste dans un registre de comédie jeune et populaire en évoluant dans Beur sur la ville de Djamel Bensalah, et La Nouvelle Guerre des boutons de Christophe Barratier. Il incarne aussi Barbe-Rouge dans la grosse production Astérix et Obélix : Au service de Sa Majesté, de Laurent Tirard, et fait partie du projet Babysitting, de Philippe Lacheau, un succès commercial surprise. En revanche, une autre adaptation de bande dessinée connaît un flop retentissant : Benoît Brisefer : Les Taxis rouges, de Manuel Pradal. Jugnot y prête ses traits au chauffeur de taxi Jules Dussiflard. Acteur fidèle, il tourne deux fois sous la direction d'Olivier Baroux, malgré des accueils mitigés : pour On a marché sur Bangkok (2014) et Entre amis (2015).
Parallèlement, il s'investit au théâtre : en 2012, il reprend le personnage de François Pignon au théâtre dans une nouvelle pièce de Francis Veber, intitulée Cher trésor, qu'il va jouer à Paris et en tournée près de 500 fois. Et à partir de 2016, il redevient sociétaire de la bande de l'émission de radio Les Grosses Têtes, menée par Laurent Ruquier. Il avait participé régulièrement au programme entre 1986 et 1997, sous la direction alors de Philippe Bouvard.
Côté cinéma, en 2016, il fait partie de la distribution de l'attendu Camping 3, de Fabien Onteniente, tout en tournant son prochain film en tant que réalisateur, huit ans après Rose & Noir. C'est beau la vie quand on y pense est une comédie dramatique sociale, pour laquelle il s'est adjoint les services d’Isabelle Mergault.

### De nouveau réalisateur (années 2020)
En 2020, Gérard Jugnot réalise son 12e long-métrage intitulé Le petit Piaf et tourné à la Réunion. Le film sort en salles en 2022 et réalise moins de 140 000 entrées. Au casting de ce nouveau film, Gérard Jugnot lui-même, Marc Lavoine, Stéfi Celma et Soan Arhimann, le gagnant de la sixième saison de The Voice Kids. Le film a obtenu le prix du public au festival de La Baule.
En 2021, il incarne l'avocat des Villemin, Henri-René Garaud, dans la série Une affaire française, relatant l'Affaire Grégory,.
En 2023, il joue dans Alibi.com 2, suite du film du même nom également réalisé par Philippe Lacheau. C'est un gros succès populaire avec plus de 4 millions d'entrées.

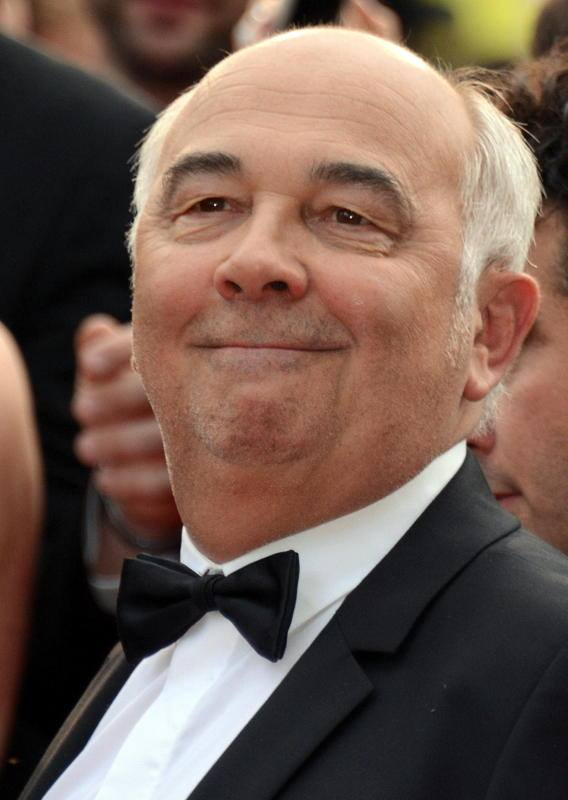
Gérard Jugnot au Festival de Cannes 2014.

### Engagements
Gérard Jugnot s'engage dans des causes humanitaires, comme en participant dix-sept fois aux concerts des Enfoirés, en 1998, 1999, 2001, 2002, 2004, 2005, 2008, de 2010 à 2013, de 2015 à 2017, 2020, 2022 et 2025. Il a été deux fois le parrain du Téléthon en 2004 et 2006. Il soutient surtout depuis des années l'association Le Rire médecin, qui envoie des clowns dans les hôpitaux pour enfants.

### Vie privée
Gérard Jugnot et la costumière Cécile Magnan sont les parents du comédien et metteur en scène Arthur Jugnot, né en 1980.
Depuis 2015, il est en couple avec Patricia Campi, une ancienne juriste de Marseille de 30 ans sa cadette, qu'il épouse le 25 juin 2016, à Porquerolles.
Il réside sur la presqu’île de Giens, et s’intéresse à la biodiversité qui l’entoure.
Dans les années 1990, il est victime d'une usurpation d'identité de la part d'un sosie qui effectuait des animations dans des grandes surfaces de la région parisienne. Ce désagrément a été rapidement réglé devant la justice ; ses amis Michel Blanc et Bertrand Blier y ont trouvé la base d'un nouveau scénario, celui du film Grosse Fatigue, primé au Festival de Cannes 1994.

## Filmographie

### Acteur

#### Cinéma

##### Années 1970
- 1973 : L'An 01 de Jacques Doillon, Jean Rouch et Alain Resnais : un pâtissier
- 1973 : Salut l'artiste d'Yves Robert : présence non créditée
- 1974 : Les Valseuses de Bertrand Blier : un vacancier
- 1974 : Que la fête commence... de Bertrand Tavernier : un valet de pied (non crédité)
- 1974 : Les Suspects de Michel Wyn : un collègue de Bernard Vauquier
- 1975 : Le Bol d'air (court-métrage) de Charles Nemes : Gérard
- 1975 : C'est pas parce qu'on a rien à dire qu'il faut fermer sa gueule... de Jacques Besnard : Gaston
- 1975 : Pas de problème ! de Georges Lautner : le serrurier
- 1975 : Vous ne l'emporterez pas au paradis de François Dupont-Midy : le serveur
- 1976 : Bonne Présentation exigée (court-métrage) de Charles Nemes
- 1976 : Calmos de Bertrand Blier : le suiveur
- 1976 : Le Chasseur de chez Maxim's de Claude Vital : le comte parieur
- 1976 : Dracula père et fils d'Édouard Molinaro : le responsable de l'usine
- 1976 : Le Jouet de Francis Veber : Pignier
- 1976 : Le Juge et l'Assassin de Bertrand Tavernier : le photographe
- 1976 : Le Locataire de Roman Polanski : l'employé
- 1976 : Monsieur Klein de Joseph Losey : le photographe
- 1976 : On aura tout vu  de Georges Lautner : Ploumenech
- 1976 : Oublie-moi, Mandoline  de Michel Wyn : Julien
- 1977 : Treize Femmes pour Casanova de Franz Antel : Valente
- 1977 : La Coccinelle à Monte-Carlo (Herbie goes to Monte Carlo) de Vincent McEveety : le serveur du café
- 1977 : Des enfants gâtés de Bertrand Tavernier  : Marcel Bonfils
- 1977 : La Septième Compagnie au clair de lune de Robert Lamoureux : Gaston Gorgeton
- 1977 : Vous n'aurez pas l'Alsace et la Lorraine de Coluche : le premier capitaine des mousquetaires
- 1977 : Mort d'un pourri de Georges Lautner : l'homme qui se fait voler sa voiture
- 1978 : Les Bronzés de Patrice Leconte : Bernard Morin
- 1978 : Pauline et l'Ordinateur de Francis Fehr : le faux-médecin
- 1978 : Les Petits Câlins de Jean-Marie Poiré : le voisin
- 1978 : Si vous n'aimez pas ça, n'en dégoûtez pas les autres de Raymond Lewin : lui-même (en spectateur)
- 1979 : Le Coup de sirocco d'Alexandre Arcady : Ruppert
- 1979 : Les Bronzés font du ski de Patrice Leconte : Bernard Morin
- 1979 : Les héros n'ont pas froid aux oreilles de Charles Nemes : Pierre Morel
- 1979 : Un si joli village d'Étienne Périer : Fréval, le patron de l'hôtel

##### Années 1980
- 1980 : Retour en force de Jean-Marie Poiré : l'inspecteur Bonardi
- 1980 : Les Charlots contre Dracula de Jean-Pierre Desagnat et Jean-Pierre Vergne : Gaston Lepope
- 1980 : Le Coup du parapluie de Gérard Oury : Frédo
- 1981 : Pourquoi pas nous ? de Michel Berny et Maurice Biraud : Guillaume, l'arbitre
- 1982 : Le père Noël est une ordure de Jean-Marie Poiré : Félix (également scénariste et dialoguiste)
- 1982 : Pour cent briques, t'as plus rien... d'Édouard Molinaro : Paul
- 1982 : Le Quart d'heure américain de Philippe Galland : Ferdinand (également scénariste)
- 1983 : La Fiancée qui venait du froid de Charles Némès : Maurice
- 1983 : Papy fait de la résistance de Jean-Marie Poiré : Adolfo Ramirez / Adolfo Ramirez Junior
- 1984 : Le Garde du corps de François Leterrier : Paul Domec
- 1984 : Une fille à aimer (Just the Way You Are) d'Édouard Molinaro : le réceptionniste de l'hôtel Mont-Blanc
- 1984 : Pinot simple flic de lui-même : Robert Pinot (également scénariste)
- 1985 : Les Rois du gag de Claude Zidi : Paul Martin
- 1985 : Scout toujours… de lui-même : Jean-Baptiste Foucret (également scénariste)
- 1985 : Tranches de vie de François Leterrier : l e beau-frère / Malounian / le cousin de Malounian
- 1986 : Nuit d'ivresse de Bernard Nauer : Jugnot, l'invité en colère
- 1987 : Le Beauf d'Yves Amoureux : Gilbert
- 1987 : Tandem de Patrice Leconte : Bernard Rivetot
- 1987 : Tant qu'il y aura des femmes de Didier Kaminka : un spectateur du film de Sam
- 1988 : Sans peur et sans reproche de lui-même : Bellabre (également scénariste)
- 1989 : Les cigognes n'en font qu'à leur tête de Didier Kaminka : le gynécologue

##### Années 1990
- 1990 : Les 1001 nuits de Philippe de Broca : Jimmy Genious
- 1991 : Les Clés du paradis de Philippe de Broca : Paul Cavaillac
- 1991 : Les Secrets professionnels du docteur Apfelglück de divers réalisateurs : Martini
- 1991 : Une époque formidable… de lui-même : Michel Berthier (également scénariste)
- 1992 : Voyage à Rome de Michel Lengliney : Thierry
- 1994 : Casque bleu de lui-même : Patrick (également scénariste)
- 1994 : Les Faussaires de Frédéric Blum : Sacha Cohn
- 1994 : Grosse Fatigue de Michel Blanc : lui-même
- 1995 : Anna Millenium de Philippe de Broca : Henri de Mille
- 1996 : Fallait pas !… de lui-même : Bernard Leroy (également scénariste)
- 1996 : Fantôme avec chauffeur de Gérard Oury : Georges Morel
- 1997 : Marthe de Jean-Loup Hubert : Henri
- 1999 : L'Ami du jardin de Jean-Louis Bouchaud : Roger
- 1999 : Au bain... Mari ! (court métrage) de Pascal Graffin : Narcisse
- 1999 : Trafic d'influence de Dominique Farrugia : Gérard Ravanelli

##### Années 2000
- 2000 : Meilleur Espoir féminin de lui-même : Yvon Rance (également scénariste)
- 2001 : Oui, mais… d'Yves Lavandier : Erwann Moenner
- 2002 : Monsieur Batignole de lui-même : Edmond Batignole (également scénariste et coproducteur)
- 2002 : Le Raid de Djamel Bensalah : Carlito
- 2003 : Les Clefs de bagnole de Laurent Baffie : un comédien qui refuse de tourner avec Laurent
- 2004 : Les Choristes de Christophe Barratier : Clément Mathieu (Gérard Jugnot est également producteur associé)
- 2004 : Trois Petites Filles de Jean-Loup Hubert : Paolo
- 2005 : Boudu de lui-même : Christian Lespinglet (également coproducteur)
- 2005 : Il ne faut jurer de rien ! d'Éric Civanyan : Van Buck
- 2005 : Pollux : Le Manège enchanté de Dave Borthwick et Jean Duval : Le Soldat Sam
- 2006 : Les Bronzés 3 de Patrice Leconte : Bernard Morin
- 2006 : Un printemps à Paris de Jacques Bral : Alex
- 2006 : Les Brigades du Tigre de Jérôme Cornuau : le commissaire Faivre
- 2007 : L'Île aux trésors d'Alain Berberian : John Silver
- 2007 : L'Auberge rouge de Gérard Krawczyk : le père Carnus
- 2008 : Ça se soigne ? de Laurent Chouchan : Stan
- 2008 : Faubourg 36 de Christophe Barratier : Pigoil
- 2008 : Musée haut, musée bas de Jean-Michel Ribes : Roland Province
- 2008 : La Sicilienne de Marco Amenta : le procureur
- 2009 : Envoyés très spéciaux de Frédéric Auburtin : Albert Poussin
- 2009 : Le Petit Nicolas de Laurent Tirard : le chef de chorale
- 2009 : Rose et Noir de lui-même : Pic Saint Loup

##### Années 2010
- 2011 : Beur sur la ville de Djamel Bensalah : Gassier
- 2011 : La Nouvelle Guerre des boutons de Christophe Barratier : Père L’Aztec
- 2011 : Un jour mon père viendra de Martin Valente : Gustave
- 2012 : Adieu Paris de Franziska Buch : Monsieur Albert
- 2012 : Astérix et Obélix : Au service de sa Majesté de Laurent Tirard : le capitaine Barbe-Rouge
- 2012 : Mes héros d'Éric Besnard : Jacques
- 2014 : Babysitting de Philippe Lacheau : Marc Schaudel
- 2014 : On a marché sur Bangkok d'Olivier Baroux : Joseph Garini
- 2014 : Benoît Brisefer : Les Taxis rouges de Manuel Pradal : Jules Dussiflard
- 2015 : Entre amis d'Olivier Baroux : Gilles
- 2016 : Camping 3 de Fabien Onteniente : Charmillard
- 2017 : C'est beau la vie quand on y pense de lui-même : Loic Le Tallec
- 2018 : L'Extraordinaire Voyage du fakir de Ken Scott : Gustave
- 2018 : Nicky Larson et le Parfum de Cupidon de Philippe Lacheau : le psychologue
- 2019 : Quand on crie au loup de Marilou Berry : Joseph Bogomil

##### Années 2020
- 2020 : Ducobu 3 d'Élie Semoun : Monsieur Kitrish
- 2021 : Pourris gâtés de Nicolas Cuche : Francis Bartek
- 2021 : Le Petit Piaf de lui-même : M. Lepetit
- 2022 : Ducobu Président ! d'Élie Semoun : Monsieur Kitrish
- 2022 : Jumeaux mais pas trop d'Olivier Ducray et Wilfried Méance : Patrice Beaulieu
- 2023 : Alibi.com 2 de Philippe Lacheau : Daniel
- 2023 : Comme par magie de Christophe Barratier : Jacques
- 2024 : Ducobu passe au vert d'Élie Semoun :  M. Kitrish
- 2024 : Neuilly-Poissy de Grégory Boutboul : Simon
- 2024 : On aurait dû aller en Grèce de Nicolas Benamou : Christian Rousselot
- 2025 : Y'a pas de réseau d'Édouard Pluvieux : Viking
- Prévu en 2026 : Les Enfants de la résistance de Christophe Barratier
- Prévu en 2026 : Mauvaise Pioche de lui-même : Serge Martin

#### Télévision
- 1978 : Le Cœur de bronze de Pierre Cavassilas
- 1979 : Pierrot mon ami de François Leterrier : Petit-Pouce
- 1982 : L'Adieu aux as (série télévisée) - épisode : La Mode de l'avionnette : Gaston Poirier
- 1988 : Sueurs froides série TV, épisode 4
- 1988 : Palace série TV, 1 épisode
- 2004 : Volpone de Frédéric Auburtin : Grappione
- 2007 : Ali Baba et les 40 voleurs de Pierre Aknine : Ali Baba
- 2010 : Le Grand Restaurant (divertissement) de Gérard Pullicino
- 2012 : Merlin de Stéphane Kappes : Merlin
- 2015 : La Loi d'Alexandre de Claude-Michel Rome : Alexandre Laurent
- 2021 : Le Grand Restaurant : Réouverture après travaux (divertissement) de Romuald Boulanger
- 2021 : Une affaire française de Christophe Lamotte : Maître Garaud
- 2021 : LOL : qui rit, sort ! : participation
- 2022 : La Petite Histoire de France (1 épisode) : l'évêque
- 2024 : L'Incroyable Embouteillage 2 : Vive les mariés ! de David Charhon : Pichon

#### Clip
- 1985 : Hold-up, clip de Louis Chedid, réalisé par J.P. Bergman

### Réalisateur
N.B. : Gérard Jugnot a joué dans tous les films qu'il a réalisés.
- 1984 : Pinot simple flic
- 1985 : Scout toujours...
- 1988 : Sans peur et sans reproche
- 1991 : Une époque formidable…
- 1993 : La Pharmacie (court métrage de la série 3000 scénarios contre un virus)
- 1994 : Casque bleu
- 1996 : Fallait pas !...
- 1996 : Mars, et ça repart : La Rupture[12] (Spot publicitaire)
- 2000 : Meilleur Espoir féminin
- 2002 : Monsieur Batignole
- 2005 : Boudu
- 2009 : Rose et Noir
- 2017 : C'est beau la vie quand on y pense
- 2021 : Le Petit Piaf[29],[30],[31]
- 2026 : Mauvaise Pioche

## Box-office des films réalisés par Gérard Jugnot
| Film                               | Année | Box-office        |
| ---------------------------------- | ----- | ----------------- |
| Pinot simple flic                  | 1984  | 2 418 756 entrées |
| Monsieur Batignole                 | 2002  | 1 773 472 entrées |
| Scout toujours...                  | 1985  | 1 755 081 entrées |
| Une époque formidable…             | 1991  | 1 672 754 entrées |
| Boudu                              | 2005  | 1 199 369 entrées |
| Meilleur Espoir féminin            | 2000  | 1 184 971 entrées |
| Casque bleu                        | 1994  | 1 015 156 entrées |
| Fallait pas !...                   | 1996  | 878 941 entrées   |
| Sans peur et sans reproche         | 1988  | 416 004 entrées   |
| C'est beau la vie quand on y pense | 2017  | 284 101 entrées   |
| Le Petit Piaf                      | 2021  | 140 196 entrées   |
| Rose et Noir                       | 2009  | 101 148 entrées   |

## Théâtre
- 1971 - 1974 : La concierge est tombée dans l'escalier, Non, Georges pas ici du Splendid
- 1975 : Ma tête est malade du Splendid
- 1976 : Le pot de terre contre le pot de vin du Splendid
- 1977 : Amour, coquillages et crustacés du Splendid
- 1979 : Le père Noël est une ordure du Splendid, mise en scène du Splendid, théâtre de la Gaîté-Montparnasse
- 1980 : Papy fait de la résistance de Christian Clavier et Martin Lamotte, Le Splendid
- 1981 : Enfin seul !, one man show, Le Splendid
- 1990 : Popkins de Murray Schisgal, mise en scène Danièle Chutaux, théâtre de l'Atelier
- 1990 : Popkins de Murray Schisgal, mise en scène Danièle Chutaux, théâtre des Célestins
- 1997 : Espèces menacées de Ray Cooney, mise en scène Éric Civanyan, théâtre de la Michodière
- 2002 : État critique de Michel Lengliney, mise en scène Éric Civanyan, théâtre Fontaine
- 2010 : Le Paquet de et mise en scène Philippe Claudel, Petit théâtre de Paris
- 2012 : Cher trésor de et mise en scène Francis Veber, tournée
- 2013 : Cher trésor de et mise en scène Francis Veber, théâtre des Nouveautés
- 2014 : Cher trésor de et mise en scène Francis Veber, tournée
- 2018 : La Raison d'Aymé d'Isabelle Mergault, mise en scène Gérard Jugnot, théâtre des Nouveautés
- 2019 : La Raison d'Aymé d'Isabelle Mergault, mise en scène Gérard Jugnot, théâtre Édouard VII et tournée
- 2021 : Le Jour du kiwi de Laetitia Colombani, mise en scène Ladislas Chollat, théâtre Édouard VII (captation TV)
- 2023 : Le Jour du kiwi de Laetitia Colombani, mise en scène Ladislas Chollat, théâtre Édouard VII

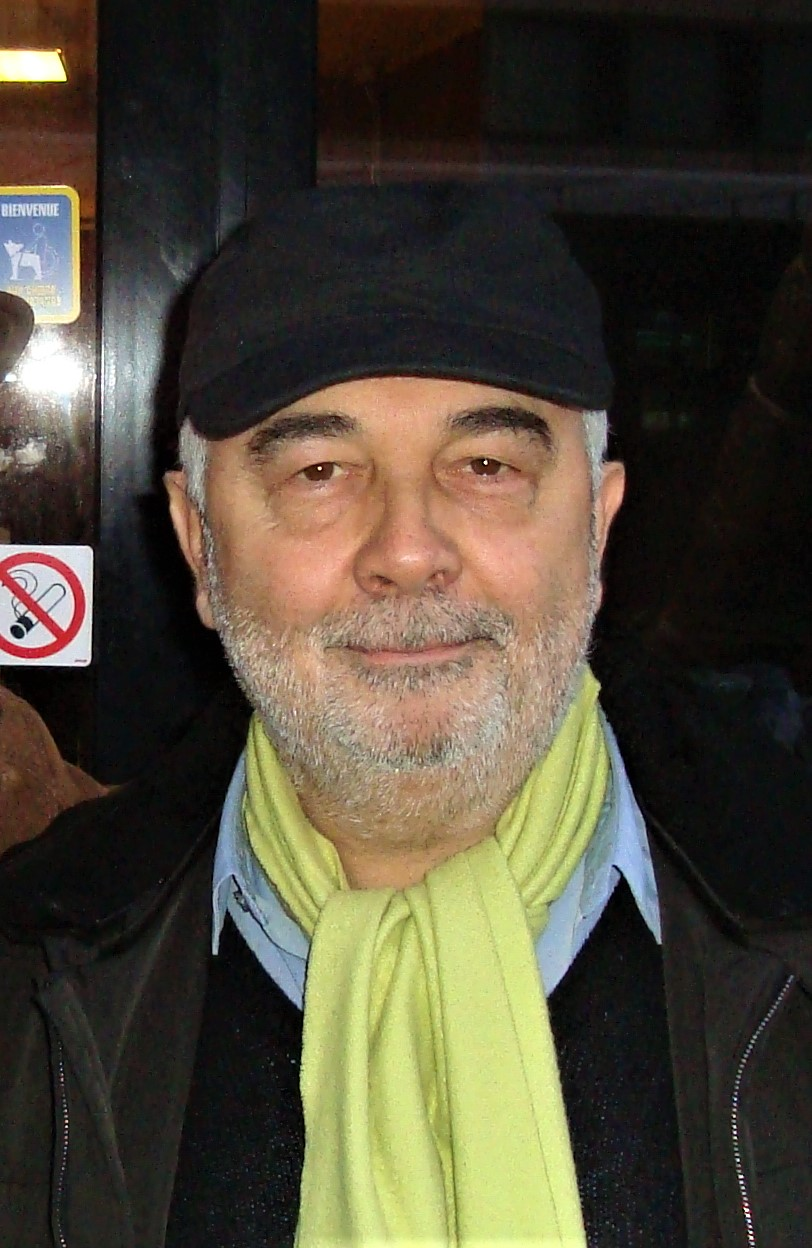
Gérard Jugnot en 2011 devant le théâtre d'Auderghem (Belgique).

## Discographie

### 45 tours (simple)
- 1985 : Je suis miné / Le Choix dans la date[32]

## Distinctions

### Récompenses

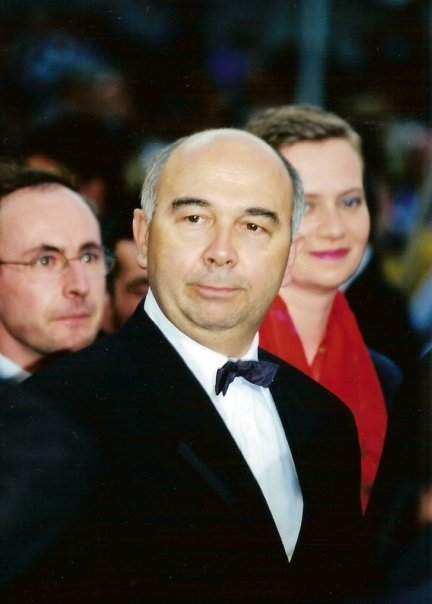
Gérard Jugnot au festival de Cannes 1998.

- 2021 : César anniversaire avec la troupe du Splendid.

### Nominations

#### Cinéma
- César 1988 : César du meilleur acteur pour Tandem
- César 1992 : César du meilleur acteur pour Une époque formidable…
- César 1998 : César du meilleur acteur dans un second rôle pour Marthe
- César 2005 : César du meilleur acteur pour Les Choristes

#### Théâtre
- Molières 1998 : Molière de l'adaptateur pour Espèces menacées
- Molières 1999 : Molière de l'adaptateur pour Espèces menacées
- Molières 2003 : Molière du comédien pour État critique

### Décorations
- Officier de la Légion d'honneur (2015)[33] ; chevalier (2005)
- Commandeur de l'ordre national du Mérite (promu le 15 mai 2025)[34].
  - nommé officier le 15 mai 2009[35], fait officier le 15 décembre 2009[34].
- Officier de l'ordre des Arts et des Lettres (2016)

## Publications
- 2016 : Une époque formidable, Grasset
- 2018 : Dictionnaire de ma vie, Kero, 196 p.
- 2020 : C'est l'heure des contes, Flammarion